# انتشارات سازمان ملل متحد
انتشارات سازمان ملل متحد (به انگلیسی: United Nations University Press) نشر دانشگاهی متعلق به سازمان ملل متحد در توکیو ژاپن است. انتشارات، تحقیقات دانشورانه و کتاب‌های آکادمیک و دانشگاهی چاپ می‌کند. تأکید انتشارات سازمان ملل متحد بر چاپ تحقیقاتی با محتوای سیاست‌های بین‌المللی است. هم‌چنین موضوعاتی که سازمان ملل متحد، کارکنانش و کشورهای عضو با آن روبه‌رو هستند، خصوصاً در زمینهٔ صلح و حاکمیت، سیاست خلع سلاح چندجانبه و توسعهٔ محیطی و پایدار. تمامی عناوین به منظور اطمینان از انسجام و جامعیت آکادمیک دو بار بازنگری می‌شوند. مطالب غالباً به زبان انگلیسی است.